# Tobias Linderoth
Tobias Linderoth, född 21 april 1979 i Marseille i Frankrike, är en svensk fotbollstränare och före detta fotbollsspelare som sedan 2025 är huvudtränare i Norrby IF. Linderoth spelade 76 A-landskamper för svenska fotbollslandslaget, deltog i VM 2002, EM 2004, VM 2006 och var även med i truppen till EM 2008. Han har också vunnit priset som Sveriges bästa mittfältare två år i rad, 2006 och 2007.

## Spelarkarriär
Tobias Linderoth föddes i franska Marseille där hans pappa Anders Linderoth var fotbollsproffs.  
Tobias Linderoth inledde sedan sin fotbollskarriär i Mjällby AIF och i deras P79-lag spelade också  Christian Wilhelmsson. Sommaren 1992, flyttade familjen till Hässleholm och Linderoth A-lagsdebuterade för IFK Hässleholm redan som 15-åring i en vänskapsmatch mot engelska Blackburn. Strax därpå, scoutad på det årliga elitpojklägret i Halmstad, blev han 1995 ungdomsproffs i Feyenoord. Men efter ett halvår  flyttade Linderoth tillbaka till Sverige och IF Elfsborg, och fick åter pappa Anders som tränare. Tobias Linderoth noterades för tio matcher i det Elfsborgs-lag som vann Division 1 Södra under hans första år i Borås. I allsvenskan året därpå var han mer eller mindre ordinarie. Linderoth blev en del av pannbandsligan tillsammans med Anders Svensson och Fredrik Berglund. Pannbandsligan låg till stor del bakom Boråslagets offensiv, där Linderoth backade upp Svensson centralt så att han kunde assistera Berglund som ofta stod för målen.
För tredje gången i karriären inställde Tobias Linderoth sig under pappa Anders tränarskap i norska Stabaek 1998. Han debuterade även i  Sveriges A-landslag 27 november 1999 mot Sydafrika. I landslaget skulle han få en ny position. Efter Stefan Schwarz sista landskamp mot Moldavien 28 mars 2001, tog Linderoth över rollen som defensiv balansspelare i Sveriges landslag.   
31 januari 2002 blev Linderoth klar för Everton i Premier League. Där blev han klubbkamrat med svenskarna Niklas Alexandersson och Jesper Blomqvist, samt en ung Wayne Rooney. Linderoth debuterade som avbytare 2 februari 2002 mot Ipswich och startade i fem Premier League-matcher och gjorde tre inhopp, i hans första säsong för Everton.  
Linderoth startade i alla Sveriges matcher i VM 2002, och var given i startelvan i landslaget, men Linderoth fick svårt att ta en ordinarie plats på mittfältet i Everton. Han fick mycket skadeproblem, och fick sällan managern David Moyes förtroende. Det blev bara två Premier League-matcher i startelvan, samt tre inhopp för Linderoth i hans andra säsong för Everton. 
Inte förrän säsongen 2003/2004 fick Linderoth regelbundet med speltid och startade 23 Premier League-matcher. I EM 2004 startade Linderoth i alla Sveriges matcher utom i den sista gruppspelsmatchen mot Danmark då han var avstängd efter två gula kort. Han har uttryckt ånger att han inte slog en straff vid straffsparksavgörandet mot Nederländerna i kvartsfinalen.
30 juli 2004, bytte han till FC Köpenhamn där han blev en nyckelspelare i det lag som vann danska ligan och kvalificerade sig för Champions League. Säsongen 2005/2006 blev Linderoth lagkapten i FC Köpenhamn i Superligaen.  
Linderoth startade i alla Sveriges matcher i VM 2006 och blev på hösten även vice lagkapten för landslaget.  
1 juli 2007 lämnade Linderoth FC Köpenhamn för det turkiska topplaget Galatasaray SK. I januari 2008 genomgick han en höftoperation. Linderoth kom trots lång skadeperiod med i truppen till EM 2008, men blev utan speltid. 6 september 2008 blev Linderoths sista landskamp i VM-kvalmatchen mot Albanien, men blev skadad efter 30 sekunder. I januari 2010 rev Galatasaray kontraktet i förtid. Tiden i den turkiska klubben kantades av skador och därmed begränsad speltid (endast 13 ligamatcher).
I mitten av februari 2010 meddelade Linderoth att han skulle ta en time-out från fotbollen. Den 12 november 2010 valde han att avsluta sin karriär som spelare och satsa på en tränarkarriär.
Hans speltid kännetecknades av stor uthållighet och löpstyrka tillsammans med precisa tacklingar och hårdfört spel. Han hade även ett bra skott.

## Tränarkarriär
Från 2011 var Linderoth en del av Elfsborg. Han var främst ledare i Borås-klubbens akademi och U17- och U21-lag, men var även assisterande tränare i A-laget under 2018. I november 2020 tog han över som huvudtränare I Skövde AIK. Säsongen 2021 förde han upp Skövde AIK till Superettan för första gången i klubbens historia efter kvalvinst över Akropolis IF.
Inför säsongen 2024 blev Linderoth klar som huvudtränare i Varbergs BoIS. Den 1 augusti 2024 bröt han sitt kontrakt i förtid och lämnade klubben. Inför säsongen 2025 blev Linderoth klar som huvudtränare i Norrby IF.

## Meriter

### Klubblag
FC Köpenhamn
- Superligaen: 2005/2006, 2006/2007

Galatasaray SK
- Süper Lig: 2008
- Turkiska Supercupen: 2008

### Landslaget
- VM i fotboll: 2002, 2006 (åttondelsfinal båda mästerskapen)
- EM i fotboll: 2004 (kvartsfinal)
- Assisterande lagkapten 2006-2008

### Utmärkelser
- Årets mittfältare i Sverige: 2006, 2007
- Årets spelare i Superligaen i Danmark: 2006
- Årets spelare i FC Köpenhamn: 2006